# Llibertat d'expressió

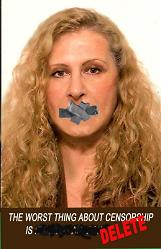
"El pitjor sobre la censura és...".

La llibertat d'expressió o expressió lliure és el dret de tot individu per expressar idees i opinions lliurement i, per tant, sense censura. És un dret fonamental recollit a l'article 19è de la Declaració Universal dels Drets Humans (DUDH), i reconegut per la majoria dels sistemes democràtics. D'ella se'n deriva la llibertat d'impremta.
No obstant això, el mateix article de la DUDH restringeix el dret "a les establertes per la llei amb l'única fi d'assegurar el reconeixement i el respecte dels drets i llibertats dels altres". Altra restricció és la de fer propaganda a favor de la guerra (Pacte Internacional de Drets Civils, Econòmics i Polítics).
La llibertat d'expressió és un mitjà per a la lliure difusió de les idees, i així va ser concebuda durant la Il·lustració. Per a filòsofs com ara Montesquieu, Voltaire i Rousseau la possibilitat de dissentir fomenta l'avanç de les arts i les ciències i l'autèntica participació política. Va ser un dels pilars de la Guerra de la Independència dels Estats Units i la Revolució Francesa, fets que van regirar les corts dels altres estats occidentals. Altre argument clàssic, associat a John Stuart Mill, és que és essencial per al descobriment de la veritat. La possibilitat de dissentir fomenta l'avanç de les arts i les ciències i l'autèntica participació política.

## Caracterització de la llibertat d'expressió

### Unallibertatjurídica
La llibertat d'expressió es constitueix, abans que res, com a llibertat fonamental. Tradicionalment, els drets de llibertat es distingeixen dels drets de prestació; així, la llibertat d'expressió es caracteritza perquè la seva definició suposa una delimitació de l'àmbit d'actuació de l'individu, exigint, doncs, una passivitat dels poders públics per tal que amb la seva acció no se’n torbi l'exercici legítim.
És més, i seguint a Norberto Bobbio, els drets de llibertat són aquells que tendeixen a “limitar el poder del Estado y a reservar al individuo o a los grupos particulares una esfera de libertad del Estado”. Ara bé, els drets polítics no només conceben la llibertat negativament “como no-impedimento, sino positivamente como autonomía […] o libertad en el Estado”. Aquest és el cas de la llibertat d'expressió, especialment quan serveix per a difondre missatges d'interès general o de naturalesa política.
Així ho admet el propi Tribunal Constitucional quan afirma que la llibertat d'expressió consagrada a l'article 20.1 de la Constitució revesteix una naturalesa bàsicament negativa i no prestacional.
La llibertat d'expressió s'alça doncs com un “complemento imprescindible” per a exercir d'altres drets fonamentals com són els drets de reunió i manifestació o d'altres drets polítics. Per tant, la llibertat d'expressió seria la clau de volta que assegura que la resta de dovelles (o drets i llibertats fonamentals) quedin degudament fixades. El Tribunal Constitucional acorda a aquesta llibertat un “valor de libertad preferente sobre otros derechos fundamentales y entre ellos el derecho al honor” atès que la garantia de l'opinió pública és una “institución constitucional del Estado democrático”.

### Una llibertatfonamental
Aquesta llibertat és fonamental, és a dir que com a categoria específica de la llibertat subjectiva, presenta un caràcter constitucional que implica la màxima intensitat de protecció en comparació amb els drets i llibertats de caràcter ordinari o legislatiu o amb d'altres drets i llibertats que no es troben a la Secció primera del Capítol II de la Constitució espanyola. La llibertat d'expressió és doncs indisponible i, per tant, el legislador n’ha de respectar el contingut essencial tal com marca l'article 53.1 de la Constitució.

Article 20 de la constitució espanyola:
1. Es reconeixen i es protegeixen els drets:
a) A expressar i difondre lliurement els pensaments, les idees i les opinions mitjançant la paraula, l'escriptura o qualsevol altre mitjà de reproducció.
b) A la producció i a la creació literària, artística, científica i tècnica.
c) A la llibertat de càtedra.
d) A comunicar o a rebre lliurement informació veraç per qualsevol mitjà de difusió. La llei regularà el dret a la clàusula de consciència i al secret professional en l'exercici d'aquestes llibertats.
2. L'exercici d'aquests drets no pot ser restringit per mitjà de cap tipus de censura prèvia.
3. La llei regularà l'organització i el control parlamentari dels mitjans de comunicació social que depenguin de l'Estat o de qualsevol ens públic i garantirà l'accés a aquests mitjans dels grups socials i polítics significatius, respectant el pluralisme de la societat i de les diferents llengües d'Espanya.
[...]

5. Només podrà acordar-se el segrest de publicacions, gravacions i altres mitjans d'informació en virtut de resolució judicial.
Una llibertat històrica
Ja la Declaració de Drets de Virgínia (1776) la preveia al seu article XII així com la Declaració de Drets de l'Home i del Ciutadà (1789) en el seu article 11. La Primera esmena (1791) de la Constitució americana de 1787 la consagra com una de les llibertats primeres, amb un “carácter fundamental y fundamentador de otros derechos”.
Posteriorment, i especialment després de la segona guerra mundial, diverses normes internacionals desenvolupen aquesta llibertat. Així, per exemple, l'article 19 de la Declaració Universal de Drets Humans (1948) o l'article 10 del Conveni europeu de drets humans (1950).

Article 10.1 del Conveni europeu de drets humans:
Tota persona té dret a la llibertat d'expressió. Aquest dret comprèn la llibertat d'opinió i la llibertat de rebre o de comunicar informacions o idees sense que pugui haver-hi ingerència d'autoritats públiques i sense consideració de fronteres. El present article no impedeix als Estats de sotmetre les empreses de radiodifusió, de cinema o de televisió a un règim d'autorització prèvia.
En dret constitucional comparat destaquen l'article 5 de la Llei Fonamental de Bonn (1949) i els articles 37, 38 i 48 de la Constitució portuguesa de 1976, precursora de la Constitució espanyola de 1978.

### Una llibertatrelativa
La llibertat d'expressió no es reconeix, però com un dret de caràcter absolut, ans admet restriccions. Aquestes poden trobar el seu origen ja sia en la pròpia naturalesa de la llibertat d'expressió o en la interrelació d'aquesta llibertat d'expressió amb d'altres drets i llibertats: són els anomenats límits intrínsecs i extrínsecs.
Així, segons el missatge o discurs que s'expressi podrà considerar-se que aquest, o bé no s'encabeix en el legítim exercici de la llibertat d'expressió i que, en aquests casos, es tracta d'un ús abusiu de la llibertat, o bé que el seu exercici ha de cedir davant d'altres interessos igualment protegits i que en aquell cas concret han de prevaldre.
Així, cal diferenciar la llibertat d'expressió dels drets i llibertats absoluts i que es caracteritzen pel fet que “no entran en competición con otros derechos también fundamentales”. En aquest sentit, el propi article 20.4 de la Constitució (així com la resta d'articles relatius a la llibertat d'expressió dels principals instruments internacionals) preveu una àmplia panòplia de límits a la llibertat d'expressió, prova manifesta del seu caràcter relatiu.

Article 20.4 de la Constitució espanyola:
Aquestes llibertats tenen el límit en el respecte als drets reconeguts en aquest Títol, en els preceptes de les lleis que el desenvolupin i, especialment, en el dret a l'honor, a la intimitat, a la imatge pròpia i a la protecció de la joventut i de la infància.
Article 10.2 del Conveni europeu de drets humans:
L'exercici d'aquestes llibertats, que comporten deures i responsabilitats, pot ser sotmès a determinades formalitats, condicions, restriccions o sancions, previstes per la llei, que constitueixin mesures necessàries, en una societat democràtica, per a la seguretat nacional, la integritat territorial o la seguretat pública, per a la defensa de l'ordre i per a la prevenció del crim, la protecció de la salut o de la moral, la protecció de la reputació o dels drets d'altri, per impedir la divulgació d'informacions confidencials o per garantir l'autoritat i la imparcialitat del poder judicial.

### Una llibertatdemocràtica
La llibertat d'expressió és un dels atributs principals dels Estats que es qualifiquen de democràtics puix que tot sistema democràtic necessita d'aquesta llibertat per tal de garantir un debat polític i la crítica de la política dels governants.
“Para que el ciudadano pueda formar libremente sus opiniones y participar de modo responsable en los asuntos públicos, ha de ser también informado ampliamente de modo que pueda ponderar opiniones diversas e incluso contrapuestas”.
Per aquesta raó, els discursos i opinions polítics i d'interès general gaudeixen d'una màxima protecció jurídica. El Tribunal europeu de drets humans (TEDH) reconeix que la llibertat d'expressió constitueix “un dels fonaments essencials de la societat democràtica, una de les condicions primordials del seu progrés i del desenrotllament de la persona humana” i institueix “el pluralisme, la tolerància i l'esperit d'obertura” com a axiomes que han de guiar i orientar l'exercici de la llibertat d'expressió:
“[La llibertat d'expressió] val no només per les ‘informacions' o ‘idees' acollides amb favor o considerades com a inofensives o indiferents, sinó també per aquelles que fereixen, xoquen o inquieten a l'Estat o a una fracció qualsevol de la població. Així ho volen el pluralisme, la tolerància i l'esperit d'obertura sense els quals no hi ha ‘societat democràtica’".
En aquesta mateixa línia, el TEDH afirma que “una de les principals característiques de la democràcia resideix en la possibilitat que ella ofereix de resoldre mitjançant el diàleg i sense recórrer a la violència els problemes a què s'enfronta un país, fins i tot quan aquests pertorben. La democràcia es nodreix de la llibertat d'expressió”.
Per la seva banda, el Tribunal Constitucional admet que “la protección constitucional de los derechos del artículo 20 opera con su máxima eficacia cuando el ejercicio de los derechos de expresión e información versa sobre materias que contribuyen a la formación de una opinión pública libre, como garantía del pluralismo democrático”.
De tal manera, la llibertat d'expressió constitueix la pedra angular dels règims polítics democràtics atès que assegura la formació d'una opinió pública lliure i plural. En particular, la llibertat d'expressió no només consagra una llibertat individual consistent a expressar i a comunicar o rebre lliurement informació sinó que també “garantiza un interés constitucional: la formación y existencia de una opinión pública libre, garantía que reviste una especial trascendencia ya que, al ser una condición previa y necesaria para el ejercicio de otros derechos inherentes al funcionamiento de un sistema democrático, se convierte, a su vez, en uno de los pilares de una sociedad libre y democrática”.
L'expressió pública lliure resulta essencial per a la democràcia ja que sense ella, “quedarían vaciados de contenido real otros derechos que la Constitución consagra, reducidas a formas hueras las instituciones representativas y absolutamente falseado el principio de legitimidad democrática que enuncia el artículo 1.2 de la Constitución, y que es la base de toda nuestra ordenación jurídico-política”.
La llibertat d'expressió és considerada un recurs per destapar les males praxis de governs i administracions públiques, i un sistema per vigilar i fer seguiment de tot allò que fa el poder.